# Шклярня (Мронґовський повіт)
Шклярня (пол. Szklarnia, нім. Glashütte) — село в Польщі, у гміні Пецки Мронґовського повіту Вармінсько-Мазурського воєводства.
Населення — 236 осіб (2011).
У 1975-1998 роках село належало до Ольштинського воєводства.

## Демографія
Демографічна структура станом на 31 березня 2011 року:
|          | Загалом | Допрацездатний вік | Працездатний вік | Постпрацездатний вік |
| -------- | ------- | ------------------ | ---------------- | -------------------- |
| Чоловіки | 120     | 27                 | 90               | 3                    |
| Жінки    | 116     | 29                 | 68               | 19                   |
| Разом    | 236     | 56                 | 158              | 22                   |